# Exopalpus elegans
Exopalpus elegans är en tvåvingeart som först beskrevs av Townsend 1927.  Exopalpus elegans ingår i släktet Exopalpus och familjen parasitflugor. Inga underarter finns listade i Catalogue of Life.